# Шингетти (месторождение)
Шингетти, англ. Chinguetti — морское нефтяное месторождение в Мавритании. Открыто в 2001 году. Началось разработка в 2006 году.
Начальные запасы нефти составляет 7,25 млн тонн. Плотность нефти 0,87-0,89 г/см3 или 28° API. Добыча нефти 2006 году составила 2 млн тонн. Добытую нефть Шингетти загружают на танкера отправляет в Европу.
Оператором месторождении является Woodside Petroleum (35 %). Другие партнеры Eni (35 %), Hardman Resources Ltd. (21,6 %), Fusion (6 %), Roc Oil (Mauritania) Company (2,4 %).